# Anke Pan
Anke Pan (* 31. März 1993 in Mülheim an der Ruhr) ist eine deutsche Pianistin.

## Leben und Wirken
Anke Pan wuchs in Essen auf. Mit vier Jahren erhielt sie ersten Klavierunterricht und wurde später von Hans-Günther Weber an der Folkwang-Musikschule unterrichtet. Im Alter von sieben Jahren spielte sie ihr erstes Solokonzert mit dem Kettwiger Kammerorchester. Im Jahr 2005 wurde sie Jungstudentin bei Pierre-Laurent Aimard am Pre-College Cologne der Hochschule für Musik und Tanz Köln. 2010 machte sie ihr Abitur am Gymnasium Essen-Werden. Sie setzte ihr Studium bei Ilja Scheps an der Kölner Hochschule fort, wo sie 2020 das Konzertexamen ablegte. Außerdem absolvierte sie Meisterkurse, unter anderem bei Karl-Heinz Kämmerling, Arie Vardi, Andrzej Jasiński und Einar Steen-Nøkleberg. Sie erhielt verschiedene Stipendien, zum Beispiel von der Deutschen Stiftung Musikleben und der Werner Richard – Dr. Carl Dörken-Stiftung.
Pan ist Preisträgerin zahlreicher Wettbewerbe und nahm 2010 und 2021 am Internationalen Chopin-Wettbewerb in Warschau teil. Sie trat in Europa, China und in den USA auf, unter anderem beim Klavier-Festival Ruhr, dem Gstaad Menuhin Festival, dem Internationalen Pianistenfestival Tübingen und den Festspielen Mecklenburg-Vorpommern. Im Klavierduo konzertierte sie mit Yuhao Guo, so 2021 beim Schumannfest in der Tonhalle Düsseldorf; mit Guo spielte sie auch ihre zweite CD ein.

## Preise (Auswahl)
- 2005: 1. Preis Steinway Klavierspielwettbewerb in Hamburg (und Publikumspreis)[2]
- 2007: 1. Preis Internationaler Klavierwettbewerb Jugend
- 2014: 1. Preis Romantic Music Competition in Lancaster (Pennsylvania)[9]
- 2017: 1. Preis Alion Baltic Music Festival Competition in Estland[4]
- 2018: 1. Preis beim Concours International Piano Val-de-Travers (Schweiz)[10]

## Diskografie
- Storyteller. Werke von Chopin und Ravel (BMH Productions; 2019)
- Klavierfantasien. Werke von Beethoven, Schubert, Chopin, Yuhao Guo (BMH Productions; 2020)
- Three Suites for Two Pianos. Mit Yuhao Guo, Klavier (Ars Produktion; 2021)[11]